# اليوم العالمي للقرنية المخروطية
اليوم العالمي للقرنية المخروطية هو يومٌ عالميٌ مخصصٌ لمرض القرنية المخروطيَّة (بالإنجليزية: Keratoconus)‏. يُصادف يوم 10 نوفمبر من كل عام.